# Islas Clarence
Las islas Clarence (en inglés: Clarence Islands) son un subgrupo del archipiélago Ártico Canadiense que se encuentran en el territorio de Nunavut. Las islas se encuentran en el estrecho de James Ross, unos 16 kilómetros al este del cabo Felix, en la costa noreste de la isla del Rey Guillermo. Se encuentran unos 40 kilómetros al oeste de la bahía de Kent, en la península de Boothia, y a unos 40 al noroeste de las Islas Tennent.

## Historia
El capitán (sir) John Ross, acompañado por su sobrino James Clark Ross, exploró la zona durante su segunda exploración del Ártico (1829/33) para recuperar su reputación por haber dado por válido las inexistentes montañas Croker durante su primera expedición en la zona.
En 1830, mientras exploraban el estrecho de James Ross, el mismo James Ross cartografió tres pequeñas islas que llamó "islas Beaufort" en honor al capitán Francis Beaufort, hidrógrafo del Almirantazgo, y bautizó a cada una de ellas con los nombres de isla Adolphus, Frederick y Augustus, los nombres de los tres hijos del Duque de Clarence. John Ross no llegó a ver las "islas Beaufort".
Al volver a Inglaterra en 1833, los miembros de la expedición tuvieron conocimiento de que el duque de Clarence había ascendido al trono en 1830 como Guillermo IV. John Ross, junto al capitán Beaufort y el nuevo rey revisaron el libro de notas de viaje y cambiaron el nombre del grupo por el de "Islas Clarence".